# 比較心理学
比較心理学（ひかくしんりがく、英: comparative psychology）は、人間と他の動物の行動を比較することによって人間の心理プロセスを研究する心理学の一分野である。
広義には異文化間の比較による心理学を含めることもあるが、一般的には人間と他の動物種の比較によるものを指し、動物心理学とも呼ばれる。
比較心理学は、動物と人間の連続性すなわち進化論を前提とし、動物と人間の行動における類似点や、その進化の過程でどのような相違点が生じたかを研究する。
比較心理学の基礎を築いたのは、ダーウィンの弟子で生物学者のジョージ・ロマーニズである。ロマーニズは著書『動物の知能』（1882年）で、動物と人間の知能の違いは、質的な差異ではなく量的な差異にすぎないと主張した。しかしロマーニズは、人間的に見える動物の行動を中心に考察したために、その結論は動物の過剰な擬人視となり、後にコンウェイ・ロイド・モーガンの「モーガンの公準」により批判された。
比較心理学では哺乳類に限らず様々な動物が用いられる。人間と近いという理由から霊長類が用いられることも多い。